# Волшебный парк Джун
«Волшебный парк Джун» (англ. Wonder Park) — испано-американский полнометражный анимационный фильм. Является режиссёрским дебютом бывшего художника-аниматора Pixar Дилана Брауна, который был уволен в январе 2018 года, ссылаясь на «неуместное и нежелательное руководство».
Мировая премьера мультфильма состоялась 13 марта 2019 года, в России — 21 марта в 2D и 3D. Фильм получил смешанные отзывы критиков, которые похвалили анимацию и озвучку, но раскритиковали сценарий и тон повествования, и стал кассовым провалом, собрав $ 119 млн в мировом прокате при бюджете в $ 80—100 млн. На телеканале Nickelodeon должен выйти телесериал, основанный на этом мультфильме.

## Сюжет
Когда Джун была маленькой, она вместе с мамой придумала парк аттракционов и его обитателей: обезьяну Орешка, кабаниху Грету, двух бобров — Гаса и Купера, медведя Бумера и дикобраза Стива, которые величают себя чудесами в парке чудес. Немного повзрослев, Джун решает воссоздать этот парк у себя во дворе, использовав свой изобретательный ум. Однако это идея с треском проваливается — Джун устраивает полный разгром, разрушив свой и соседние дворы, и сама чуть не погибает под колёсами машин вместе со своим другом Бенки. Позже Джун всё же воссоздает макеты своего парка с помощью родителей.
Вскоре мама сообщает Джун, что сильно больна, и ей придётся на время уехать в больницу. Джун начинает сильно переживать, впадает в депрессию и избавляется от макетов парка, так как без мамы у неё пропадает вдохновение и желание играть с ним. Через какое-то время в гости приезжают тётя и дядя Джун. Однако, не зная о переживаниях Джун, они дарят ей колесо обозрения для парка, и тем самым выводят её из равновесия. В порыве злости, крича, что парк чудес ненастоящий, Джун бросает проект своего парка в камин.
Отец Джун решает отправить дочь в лагерь. Джун сперва не соглашается, так как переживает о здоровье отца и считает, что за ним нужно следить, но всё же соглашается поехать. Находясь в автобусе, Джун волнуется, что отец не будет за собой следить, и это может привести к плачевному исходу. При помощи своего друга Бенки девочка сбегает из автобуса. В лесу к Джун подлетает недогоревший кусочек проекта парка, на котором написано её имя. Джун пытается поймать несомый ветром фрагмент, и натыкается в чаще леса на старую вагонетку с изображением обезьяны. Девочка садится в вагонетку, которая приходит в движение, доставляя Джун в спроектированный ею парк чудес. Однако увиденное шокирует Джун: парк абсолютно безлюден, аттракционы заброшены, а небо над ним пасмурно.
Бродя по парку Джун, встречает медведя Бумера и остальных его обитателей, спасающихся от злобных маленьких обезьян, которые начинают крушить и ломать аттракционы. Звери под предводительством кабанихи Греты заманивают обезьянок в ракету и запускают её в небо, где та взрывается. Джун в панике начинает убегать из парка, не веря своим глазам. Бобры отбирают у девочки портфель, убеждая её поговорить с обитателями парка. Бумер рассказывает, что однажды наступила великая тьма, и часовая карусель, «сердце» всего парка, остановилась, а чудо-обезьянки превратились в злобезьянок, которые разрушают парк и «скармливают» части аттракционов тьме. Орешек пытался запустить часовую карусель вручную, но злобезьянки заметили его и утащили в неизвестном направлении. Джун в свою очередь рассказывает, что чудесный парк придумала она вместе с мамой — но в это верят не все звери.
На обитателей парка нападает неботрон, управляемый злобезьянками. Грете при помощи аттракциона с летучими рыбками удаётся его победить. Звери отправляются в убежище, где окончательно понимают, что Джун действительно придумала парк и всех его обитателей, и рассчитывают на её помощь. Все отправляются к часовой карусели парка — но Джун не знает, как её исправить, так как у неё нет полного проекта. Оставшийся кусочек улетает из рук Джун в сторону пиротехнического водопада, где их снова настигают злобезъянки. В суматохе Джун оказывается разлучена со зверями, однако находит целого и невредимого Орешка. Джун пытается убедить его помочь ей исправить часовую карусель, но Орешек, раздавленный тем, что больше не слышит голос матери Джун, которому он беспрекословно подчинялся, не хочет покидать своё убежище.
На убежище нападают злобезьянки, которые следили за Джун. Орешек решает пожертвовать собой, чтобы спасти Джун. Девочка возвращается к другим зверям и рассказывает им о произошедшем, но в ходе разговора случайно проговаривается, что великая тьма, видимо, наступила по её вине. Эти слова огорчают Грету, она отказывается от помощи Джун, и звери уходят. К девочке вновь попадает оставшийся кусочек проекта, и Джун слышит голос матери — Джун и есть главное чудо в парке. Она решается починить разрушенные аттракционы при помощи неботрона.
Грета и остальные звери вновь объединяются с Джун в попытке освободить Орешка. При помощи американских горок им удаётся попасть на другую сторону парка, где находится великая тьма — однако Орешек уже исчез в ней. Грета говорит, что из тьмы не возвращаются, но Джун настроена решительно и вступает в вихрь тьмы, где находит невредимого Орешка. Убедив его в том, что новые идеи ему будет давать не только голос её мамы, но и её собственный голос, она вселяет в него уверенность. С помощью фломастера, который Орешек использовал для создания новых аттракционов, они покидают вихрь.
По пути Джун и Орешек спасают остальных зверей от злобезьянок. Джун понимает, как починить часовую карусель — шестерни той состоят из букв её имени. Когда карусель начинает работать, то парк оживает, все разрушенные аттракционы восстанавливаются, в парке появляются люди, а злобезьянки превращаются в добрых обезьянок. Джун прощается со всеми зверями и возвращается домой, где снова начинает мастерить макет парка, делая его более безопасным и доступным для всех соседей. Позже из больницы возвращается вылечившаяся мама. В конце фильма Джун придумывает новый аттракцион и сама нашёптывает идею Орешку, который тут же воссоздаёт его в чудесном парке.

## Персонажи
Джун Бейли — главный персонаж фильма. Очень отважная и сообразительная девочка. Придумала весь чудесный парк и всех его обитателей. По её вине, в парк приходит великая тьма, но сама же и исправляет ситуацию, спасая парк от гибели.
Мама Джун — Как и дочка любит много фантазировать. Именно мама Джун, давала указания Орешку, шепча ему на ухо, идеи новых аттракционов. В начале фильма узнаёт, что больна. Затем уезжает на лечение, но возвращается, после успешного лечения.
Папа Джун — Заботливый и мягкий по характеру отец. Очень сильно переживает за дочь, однако не особо понимающий, как помочь Джун, справиться с её проблемами.
Бенки — Друг Джун. Так же, как и она увлечён идеей создания чудо парка, но при этом труслив и робок. Влюблён в Джун, и даже признался ей в этом, вначале фильма, но Джун из-за своих фантазий, связанные с парком чудес, особо и не замечает этого.
Тётя и дядя Джун — Весёлые и добродушные. Именно по их вине, Джун сожгла в камине свой проект парка.
Грета — Кабаниха. Лидер среди зверей парка. Умная и отважная. Вначале не доверяла Джун, но позже, всё же изменила своё мнение. В неё влюблён Стив, которому Грета ответила взаимностью в конце фильма.
Орешек — Обезьяна. Второй лидер среди зверей парка. Сильный, отважный, однако присутствует нерешительность. Слышит голос матери Джун и выполняет все идеи по трудоустройству парка, которые она ему говорит. Имеет волшебный фломастер, с помощью которого, собственно и создаёт новые аттракционы.
Стив — Дикобраз. Воспитанный, интеллигентный, труслив. Любит петь. Умеет выстреливать своими иголками. Влюблён в Грету. В конце фильма признаётся в этом ей и получает взаимность от неё.
Бумер — Синий медведь. Неуклюжий, но очень добрый и весёлый. При стрессовой ситуации впадает в сон. Боится птиц. Первый, кто сразу же доверился Джун.
Гас и Купер — Два бобра. Очень быстрые и способные починить всё, что угодно в парке. Однако, часто ссорятся и дерутся друг с другом, от чего сильно отвлекаются.
Злобезьянки — Главные антагонисты фильма. До великой тьмы, были добрыми чудо обезьянками, с появлением тьмы, превратились в злобных её помощников. Разрушали аттракционы и таскали части великой тьме.

## Роли озвучивали
| Актёр                 | Роль            | Русский дубляж     |
| --------------------- | --------------- | ------------------ |
| Брианна Денски        | Джун            | Алиса Ефименко     |
| Дженнифер Гарнер      | мама Джун       | Юлианна Караулова  |
| Мэттью Бродерик       | папа Джун       | Константин Карасик |
| Норберт Лео Батц      | Орешек          | Илья Исаев         |
| Мила Кунис            | кабаниха Грета  | Катерина Шпица     |
| Кен Хадсон Кэмпбелл   | медведь Бумер   | Роман Курцын       |
| Кен Джонг             | бобёр Купер     | Кузьма Сапрыкин    |
| Кинан Томпсон         | бобёр Гас       | Александр Гудков   |
| Джон Оливер           | дикобраз Стив   | Дмитрий Хрусталёв  |
| Ов Майкл Урбас        | Бэнки           | Тихон Ефименко     |
| Кейт Макгрегор-Стюарт | тётя Альбертина | Елена Шульман      |
| Кевин Чемберлин       | дядя Тони       | Алексей Войтюк     |

Мультфильм дублирован на студии «Пифагор» по заказу кинокомпании «Централ Партнершип» в 2019 году.
- Режиссёр дубляжа - Гелена Пирогова
- Переводчик - Михаил Черепнин

## Производство
10 ноября 2015 года Paramount Animation объявила о производстве следующего анимационного фильма, который получил название «Парк развлечений». Однако 12 апреля 2018 года название было изменено с «Парка развлечений» на «Парк Чудес». Аниматором выступит бывший аниматор Pixar Дилан Браун.

## Телесериал
До выхода фильма Paramount Animation объявила, что сериал, основанный на фильме, будет выпущен в 2019 году после релиза фильма.